# Associazione Sportiva Ambrosiana-Inter 1936-1937
Questa voce raccoglie le informazioni riguardanti l'Associazione Sportiva Ambrosiana-Inter nelle competizioni ufficiali della stagione 1936-1937.

## Stagione
In Serie A l'Ambrosiana-Inter chiude settima in campionato con 31 punti in 30 partite, in Coppa Italia invece la squadra esce in semifinale contro la Roma.

## Rosa
| N. |                   | Ruolo | Calciatore            |
| -- | ----------------- | ----- | --------------------- |
|    | Italia (bandiera) | P     | Giuseppe Peruchetti   |
|    | Italia (bandiera) | P     | Valentino Degani      |
|    | Italia (bandiera) | D     | Giuseppe Ballerio     |
|    | Italia (bandiera) | D     | Carmelo Buonocore     |
|    | Italia (bandiera) | D     | Ugo Locatelli         |
|    | Italia (bandiera) | D     | Costantino Sala       |
|    | Italia (bandiera) | D     | Emilio Gattoronchieri |
|    | Italia (bandiera) | D     | Ferruccio Ghidini     |
|    | Italia (bandiera) | D     | Giovanni Vincenzi     |
|    | Italia (bandiera) | C     | Aldo Campatelli       |
|    | Italia (bandiera) | C     | Giovanni Ferrari      |

| N. |                   | Ruolo | Calciatore       |
| -- | ----------------- | ----- | ---------------- |
|    | Italia (bandiera) | C     | Sandro Puppo     |
|    | Italia (bandiera) | C     | Valentino Sala   |
|    | Italia (bandiera) | C     | Egidio Turchi    |
|    | Italia (bandiera) | C     | Carlo Villa      |
|    | Italia (bandiera) | A     | Giuseppe Meazza  |
|    | Italia (bandiera) | A     | Annibale Frossi  |
|    | Italia (bandiera) | A     | Pietro Ferraris  |
|    | Italia (bandiera) | A     | Piero Antona     |
|    | Italia (bandiera) | A     | Antonio Bisigato |
|    | Italia (bandiera) | A     | Vittorio Rovelli |
|    | Italia (bandiera) | A     | Eligio Vecchi    |